# Le Mystère des bayous
Le Mystère des Bayous (Cry of the Hunted) est un film américain de Joseph H. Lewis sorti en  1953.

## Synopsis
Le lieutenant Tunner tente de faire avouer à Jory, un Cadien parti chercher fortune dans le Nord, les noms de ses complices dans un vol. Les deux hommes reconnaissent leur rôle et se respectent mutuellement : d'une part, Jory est ferme dans son silence et prêt à purger sa peine pour son affaire ; d'autre part, Tunner est déterminé à arrêter tous les coupables, en partie sous la pression du bureau du procureur. Profitant d'un accident lors d'un transfert, Jory échappe à la surveillance et rentre chez lui en passager clandestin, impatient de revoir sa femme après une longue période. Lorsqu'il trouve le lieutenant Tunner qui l'attend, Jory est prêt à se faire arrêter à nouveau. Cependant, la présence d'un fils qu'il ignorait avoir et la volonté de sa femme de l'élever avec lui le font changer d'avis et Jory disparaît avec sa famille dans les bayous les plus impénétrables de la Louisiane. Malgré les tentatives du shérif local pour l'en dissuader, Tunner se lance sur ses traces avec l'aide du sergent Goodwin, ambitieux mais loyal. Se déplaçant dans un environnement inconnu et profondément hostile, Tunner parvient finalement à retrouver la trace de Jory. La confrontation entre les deux hommes sera dramatique.

## Fiche technique
- Titre : Cry of the Hunted
- Réalisation : Joseph H. Lewis
- Scénario : Jack Leonard et Marion Wolfe
- Photographie : Harold Lipstein
- Musique : Rudolph G. Kopp
- Montage : Conrad A. Nervig
- Décors : Cedric Gibbons, Malcolm Brown et Edwin B. Willis et Ralph S. Hurst
- Son : Douglas Shearer
- Effets spéciaux : Warren Newcombe et A. Arnold Gillepsie
- Production : William Grady Jr, Metro-Goldwyn-Mayer
- Pays d'origine : États-Unis
- Genre : Drame, Film noir, Thriller
- Format : Noir et blanc – Mono – 1.37 :1 – 35 mm
- Durée : 80 minutes
- Date de sortie : 8 mai 1953 (USA)

## Distribution
- Vittorio Gassman : Jory
- Barry Sullivan : Lieutenant Tunner
- Polly Bergen : Janet Tunner
- William Conrad : Goodwin
- Mary Zavian : Ella
- Robert Burton : Warden Keeley
- Harry Shannon : le shérif Brown
- Jonathan Cott : l'adjoint Davis
- Frank Arnold : un pêcheur
- Sonie Charsaky : la femme des marais
- Harry Cheshire : le médecin
- Jay Lawrence : un adjoint
- Nolan Leary : l'auxiliaire médical
- Eugene Mazzola : Albert Jory
- Inez Palange : une vieille femme
- Fred Santley : le contrôleur de billets
- George Selk : Josh
- Helen Winston : l'infirmière